# Киреев, Михаил Павлович
Михаи́л Па́влович Кире́ев (25 октября 1914 — 25 июля 1978, Москва) — советский футболист, нападающий.

## Биография
Играть в футбол начал 1920-е годы. Выступал за команды: «Зенит» (Таганрог), «Локомотив» Москва, ЦДКА. В чемпионатах СССР 83 матча, 29 голов.
16 октября 1936 года забил три мяча в ворота ленинградской «Красной Зари».
Работал директором стадиона «Локомотив».
Участник Великой Отечественной войны.
Похоронен на Донском кладбище в Москве.